# Langenbieber
Langenbieber ist der zweitgrößte von 16 Ortsteilen der Gemeinde Hofbieber im osthessischenLandkreis Fulda. 
Er bildet zusammen mit Hofbieber das Kleinzentrum der südlichen Kuppenrhön.

## Geographische Lage

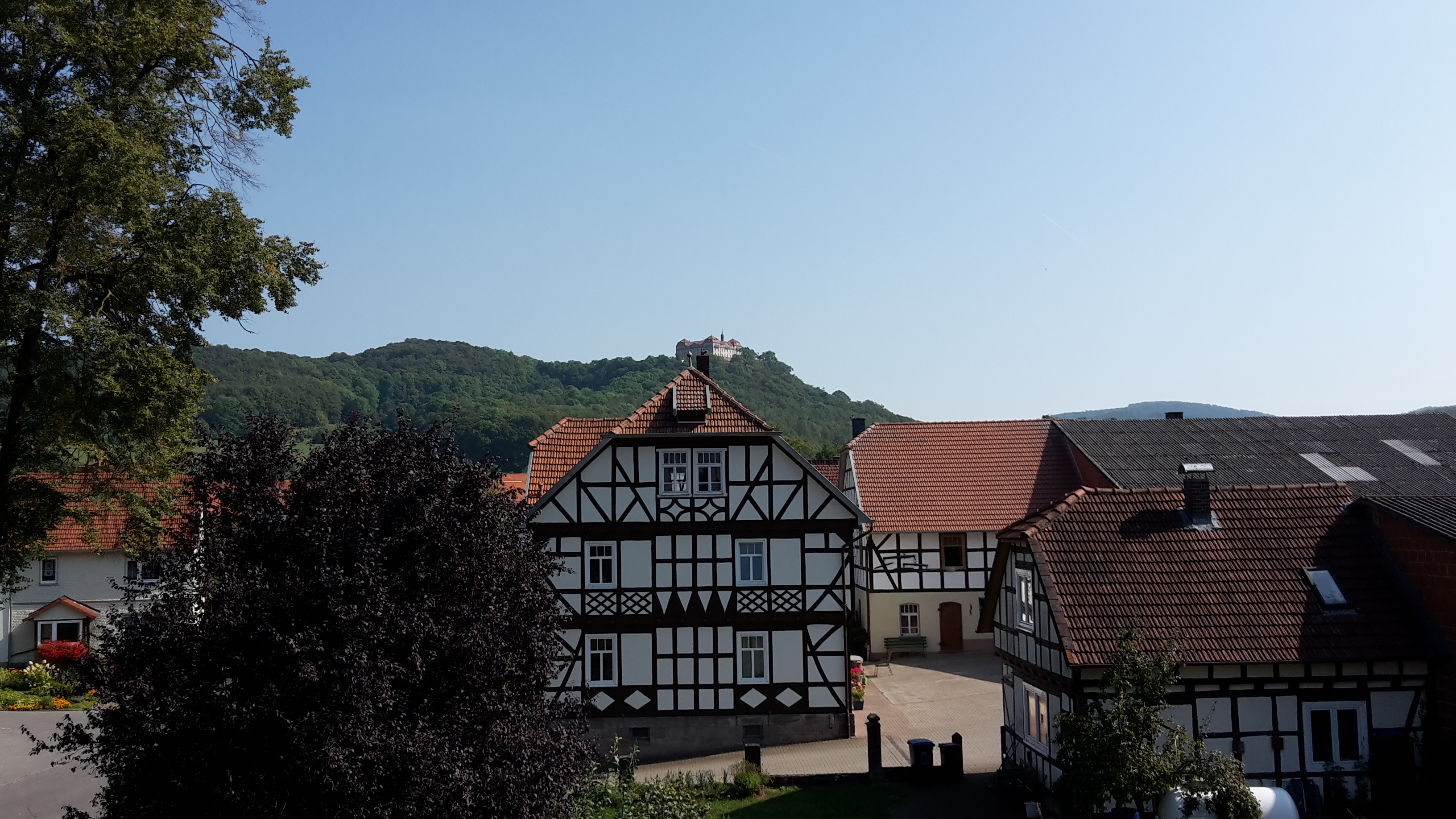
Fachwerkhäuser mit Schloss Bieberstein im Hintergrund

Unterhalb westlich von Schloss Bieberstein liegt Langenbieber auf 365 m NN und hat 914 Einwohner (Stand: Ende 2016). Durch den Ort fließt die Bieber. Die ehemalige Bahnstrecke Götzenhof–Wüstensachsen führt heute als Milseburgradweg durch den Ort und bietet Radfahrern und Wanderern durch ein Hotel und ein großes Angebot an Ferienwohnungen gute Einkehr- und Übernachtungsmöglichkeiten.
Der alte Dorfkern zieht sich entlang des Nordufers der Bieber. Neubaugebiete der 1970er und 80er Jahre liegen südlich der Bieber und Neubaugebiete der 90er bzw. 2000er Jahre schließen nördlich an den alten Dorfkern an.
Der Ort grenzt im Uhrzeigersinn im Norden beginnend an die Orte Hofbieber, Elters, Kleinsassen und Schackau (alle Gemeinde Hofbieber), Wolferts Finkenhain und Kernort Dipperz (alle Gemeinde Dipperz) und Niederbieber (Gemeinde Hofbieber).
Langenbieber liegt 11 km östlich der Kreisstadt Fulda und 13 km südöstlich von Hünfeld.

### Siedlungsplätze innerhalb der Gemarkung
- Bieberstein (Schloss)
- Bahnhof Bieberstein
- Hainmühle
- Fohlenweide
- Thiergarten
- Am Fuldaer Tor
- Goldbachshof

### Wüstungen in der Gemarkung
- Rode
- Weses
- Wenigen Wolferts

## Geschichte

### Ortsgeschichte
Im Jahr 825 wurde „Biberaha“ erstmals urkundlich erwähnt. Die älteste bekannte schriftliche Erwähnung von Langenbieber erfolgte unter dem Namen Langenbibra im Jahr 1320.
Lange Zeit lag Langenbieber am Ortesweg einer noch aus keltischer Zeit stammenden Handelsstraße.
Zum 31. Dezember 1971 wurde die bis dahin selbstständige Gemeinde Langenbieber auf freiwilliger Basis in die Gemeinde Hofbieber eingemeindet. Wie für alle nach Hofbieber eingegliederten Gemeinden wurde auch für Langenbieber ein Ortsbezirk gebildet.
Bis zum Jahr 2015 war der Ort ein anerkannter Erholungsort.

### Verwaltungsgeschichte im Überblick
Die folgende Liste zeigt die Staaten und Verwaltungseinheiten, denen Langenbieber angehört(e):
- vor 1803: Heiliges Römisches Reich, Hochstift Fulda, Amt Bieberstein
- 1803–1806: Heiliges Römisches Reich, Fürstentum Nassau-Oranien-Fulda, Fürstentum Fulda, Amt Bieberstein
- 1806–1810: Kaiserreich Frankreich, Fürstentum Fulda (Militärverwaltung)
- 1810–1813: Großherzogtum Frankfurt, Departement Fulda, Disrrikt Bieberstein
- ab 1816: Kurfürstentum Hessen, Großherzogtum Fulda, Amt Bieberstein
- ab 1821/22: Kurfürstentum Hessen, Provinz Fulda, Kreis Fulda[8][Anm. 2]
- ab 1848: Kurfürstentum Hessen, Bezirk Fulda
- ab 1851: Kurfürstentum Hessen, Provinz Fulda, Kreis Fulda
- ab 1867: Norddeutscher Bund, Königreich Preußen,[Anm. 3] Provinz Hessen-Nassau, Regierungsbezirk Kassel, Kreis Fulda
- ab 1871: Deutsches Reich,  Königreich Preußen, Provinz Hessen-Nassau, Regierungsbezirk Kassel, Kreis Fulda
- ab 1918: Deutsches Reich, Freistaat Preußen, Provinz Hessen-Nassau, Regierungsbezirk Kassel, Kreis Fulda
- ab 1944: Deutsches Reich, Freistaat Preußen, Provinz Kurhessen, Landkreis Fulda
- ab 1945: Deutsches Reich, Amerikanische Besatzungszone, Groß-Hessen, Regierungsbezirk Kassel, Landkreis Fulda
- ab 1946: Deutsches Reich, Amerikanische Besatzungszone, Hessen, Regierungsbezirk Kassel, Landkreis Fulda
- ab 1949: Bundesrepublik Deutschland, Hessen, Regierungsbezirk Kassel, Landkreis Fulda
- ab 1972: Bundesrepublik Deutschland, Land Hessen, Regierungsbezirk Kassel, Landkreis Fulda, Gemeinde Hofbieber

## Bevölkerung

### Einwohnerstruktur 2011
Nach den Erhebungen des Zensus 2011 lebten am Stichtag dem 9. Mai 2011 in Langenbieber 924 Einwohner. Darunter waren 18 (1,9 %) Ausländer.
Nach dem Lebensalter waren 234 Einwohner unter 18 Jahren, 402 waren zwischen 18 und 49, 147 zwischen 50 und 64 und 141 Einwohner waren älter.
Die Einwohner lebten in 315 Haushalten. Davon waren 93 Singlehaushalte, 75 Paare ohne Kinder und 120 Paare mit Kindern, sowie 24 Alleinerziehende und 3 Wohngemeinschaften. In 63 Haushalten lebten ausschließlich Senioren und in 210 Haushaltungen leben keine Senioren.

### Einwohnerentwicklung
- 1812: 349 Feuerstellen, 420 Seelen[2]

| Langenbieber: Einwohnerzahlen von 1812 bis 2023 | Langenbieber: Einwohnerzahlen von 1812 bis 2023 | Langenbieber: Einwohnerzahlen von 1812 bis 2023 | Langenbieber: Einwohnerzahlen von 1812 bis 2023 | Langenbieber: Einwohnerzahlen von 1812 bis 2023 |
| --- | ----------------------------------------------- | ----------------------------------------------- | ----------------------------------------------- | ----------------------------------------------- |
| Jahr |                                                 |                                                 |                                                 | Einwohner                                       |
| 1812 | 1812                                            |                                                 | 420                                             | 420                                             |
| 1834 | 1834                                            |                                                 | 318                                             | 318                                             |
| 1840 | 1840                                            |                                                 | 340                                             | 340                                             |
| 1846 | 1846                                            |                                                 | 337                                             | 337                                             |
| 1852 | 1852                                            |                                                 | 331                                             | 331                                             |
| 1858 | 1858                                            |                                                 | 330                                             | 330                                             |
| 1864 | 1864                                            |                                                 | 325                                             | 325                                             |
| 1871 | 1871                                            |                                                 | 294                                             | 294                                             |
| 1875 | 1875                                            |                                                 | 290                                             | 290                                             |
| 1885 | 1885                                            |                                                 | 317                                             | 317                                             |
| 1895 | 1895                                            |                                                 | 324                                             | 324                                             |
| 1905 | 1905                                            |                                                 | 420                                             | 420                                             |
| 1910 | 1910                                            |                                                 | 442                                             | 442                                             |
| 1925 | 1925                                            |                                                 | 562                                             | 562                                             |
| 1939 | 1939                                            |                                                 | 590                                             | 590                                             |
| 1946 | 1946                                            |                                                 | 879                                             | 879                                             |
| 1950 | 1950                                            |                                                 | 862                                             | 862                                             |
| 1956 | 1956                                            |                                                 | 868                                             | 868                                             |
| 1961 | 1961                                            |                                                 | 867                                             | 867                                             |
| 1967 | 1967                                            |                                                 | 806                                             | 806                                             |
| 1970 | 1970                                            |                                                 | 826                                             | 826                                             |
| 1980 | 1980                                            |                                                 | ?                                               | ?                                               |
| 1990 | 1990                                            |                                                 | ?                                               | ?                                               |
| 2000 | 2000                                            |                                                 | ?                                               | ?                                               |
| 2011 | 2011                                            |                                                 | 924                                             | 924                                             |
| 2015 | 2015                                            |                                                 | 915                                             | 915                                             |
| 2023 | 2023                                            |                                                 | 934                                             | 934                                             |
| Datenquelle: Historisches Gemeindeverzeichnis für Hessen: Die Bevölkerung der Gemeinden 1834 bis 1967. Wiesbaden: Hessisches Statistisches Landesamt, 1968. Weitere Quellen: LAGIS; Gemeinde Hofbieber; Zensus 2011 |                                                 |                                                 |                                                 |                                                 |

### Historische Religionszugehörigkeit
| • 1885: | 277 katholische (= 100 %) Einwohner                                 |
| • 1961: | 241 evangelische (= 27,80 %), 613 katholische (= 70,70 %) Einwohner |

## Religion
Der Ort ist überwiegend katholisch geprägt. Die katholische Kirche des Ortes, St. Rochus und Appolonia, bei dessen Bau der Turm aus dem 15. Jahrhundert und das spätgotische Portal mit einbezogen wurden, stammt aus dem Jahre 1935. Der Ort gehört zum katholischen Pfarramt Hofbieber.
Die evangelische Kirche des Ortes ist in das Schloss Bieberstein integriert. Der Ort gehört zur Kirchgemeinde Bieberstein-Dipperz.

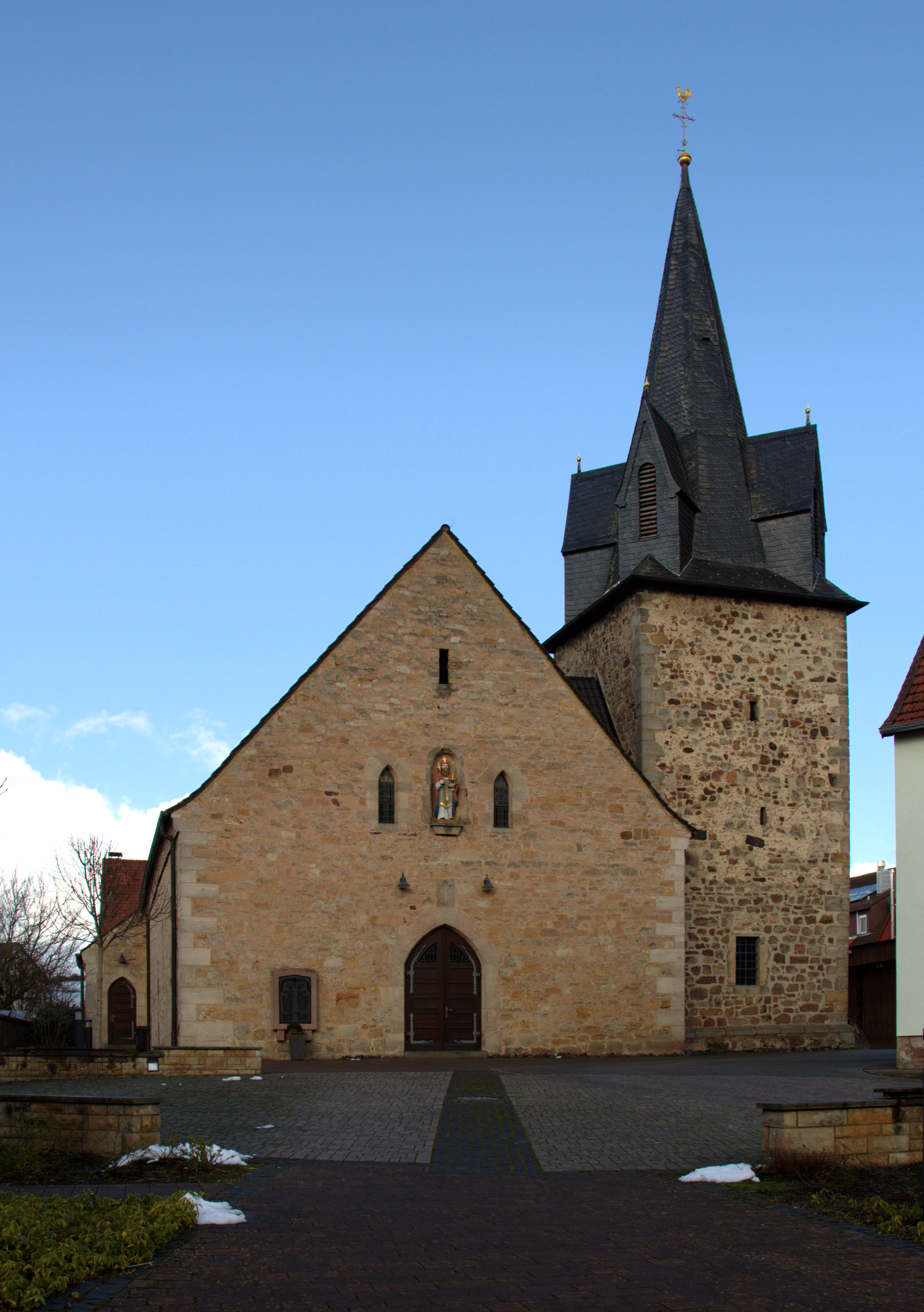
„Rochus und Appolonia“-Kirche – Außenansicht
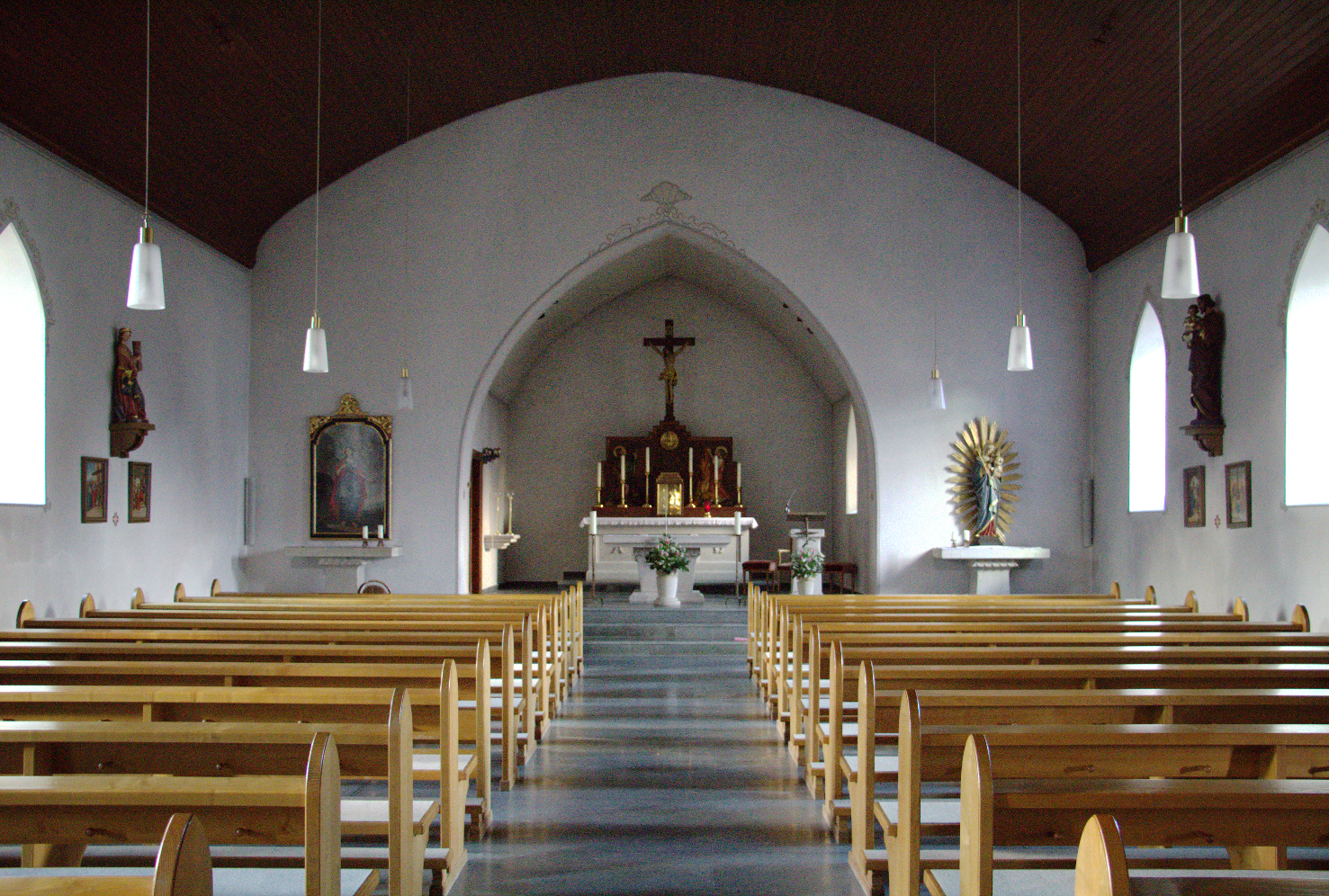
Innenansicht der katholischen Kirche mit Blick zum Altar
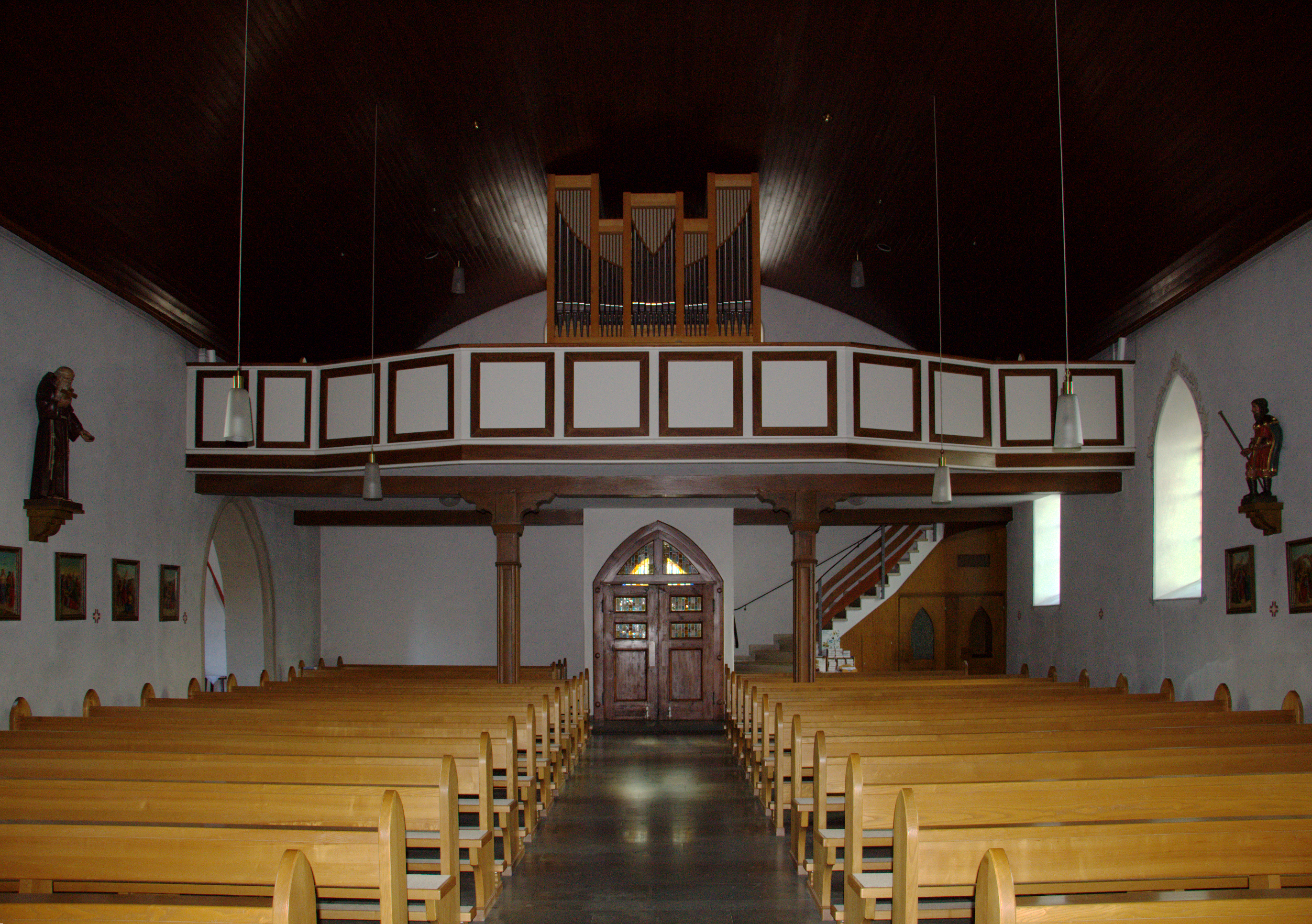
Innenansicht der katholischen Kirche mit Blick zur Orgel

## Politik
Für Langenbieber besteht ein Ortsbezirk (Gebiete der ehemaligen Gemeinde Langenbieber) mit Ortsbeirat und Ortsvorsteher nach der Hessischen Gemeindeordnung. Der Ortsbeirat besteht aus fünf Mitgliedern. Bei den Kommunalwahlen in Hessen 2021 betrug die Wahlbeteiligung zum Ortsbeirat 70,12 %. Alle Kandidaten gehörten der Bürgerliste an. Der Ortsbeirat wählte Martin Herbst zum Ortsvorsteher.

## Infrastruktur und Wirtschaft

### Verkehr
Durch die Landesstraßen L 3258, L 3330, L 3174 und L 3379 ist der Ort an das überregionale Fernstraßennetz angebunden. Die Anschlussstelle Fulda-Mitte der A 7 befindet sich 9 km – oder umgerechnet etwa 10 Fahrminuten – westlich.
Der öffentliche Personennahverkehr wird durch die LNG Fulda bereitgestellt. Durch die Buslinien 20, 21, 22 und 90 ist der Ort im Halbstunden-Takt an das Oberzentrum Fulda angebunden.
Bis zur Stilllegung im Jahre 1993 führte die Bahnstrecke Götzenhof–Wüstensachsen durch den Ort. Heute führt über die ehemalige Trasse der Milseburgradweg.

### Wirtschaftsstruktur
In dem durch intensive Landwirtschaft geprägten Ort gibt es mehrere Vollerwerb-Landwirte, die Milch produzieren. Im Ort befinden sich zudem mehrere metallverarbeitende Betriebe und Handwerker.
Für viele Familien stellt der Fremdenverkehr durch ein Hotel und Ferienwohnungen ein zusätzliches wirtschaftliches Standbein dar.
Aufgrund des Regionalplans Nordhessen aus dem Jahr 2009 wurde am westlichen Ortsausgang ein Industriegebiet mit 23.000 m² Fläche ausgewiesen. Die Erschließung dieses Gebietes hat eine heftige Bautätigkeit ausgelöst.

## Bildung
In Langenbieber findet sich mit der Hermann-Lietz-Schule auf Schloss Bieberstein ein privates Gymnasium, im Dorf eine staatliche Grundschule, ein Kindergarten in kommunaler Trägerschaft sowie ein Waldkindergarten in privater Trägerschaft am Waldrand.

## Freizeit
An der Landstraße 3330 befindet sich das beheizte Freibad des Ortes.
Am Tagungshotel Fohlenweide stehen mehrere Tennisplätze sowie ein Naturlehrpfad zur Verfügung.
In der Nähe des Stellbergs befindet sich ein Waldlehrpfad.
Mit einer Gesamtlänge von über 200 m befindet sich im Ort die längste Rodelbahn der Gemeinde.
Der Milseburgradweg genannte Abschnitt des Hessischen Radfernweges R3 führt direkt durch den Ort, durch den die Rhön für Fahrradtouren erschlossen wird.
Jährlich im August feiert die Feuerwehr Langenbieber ihr Sommerfest an der Bieber. In jedem zweiten Jahr im September wird die traditionelle Kirmes, die Kirchweihe, gefeiert.

## Vereine
- Freiwillige Feuerwehr Langenbieber 1935 e. V.
- Kirmesgesellschaft Langenbieber e. V.
- MTB Bieberstein-Langenbieber e. V.
- Schachklub Langenbieber e. V.
- TSV Langenbieber 1922 e. V.
- Music for Joy and Inspiration Langenbieber e. V.
- DLRG-Ortsverband Biebertal e. V.
- Schützenverein Langenbieber 1985 e. V.
- Kleintierzuchtvereine K 133 Langenbieber 1888 e. V.
- VdK-Ortsverband Langenbieber

## Sehenswürdigkeiten
Die wohl bekannteste Sehenswürdigkeit der Gemeinde ist Schloss Bieberstein. Das 1723 von Fuldas Fürstabt Adalbert von Schleifras als Sommerresidenz erbaute Barockschloss beherbergt eine Hermann-Lietz-Schule und wird als Internat geführt.
Eine weitere Sehenswürdigkeit ist der alte Dorfkern mit seinen für die Kuppenrhön typischen Fachwerkhäusern, die durch ein Dorferneuerungsprogramm des Landes Hessen alle in gutem Zustand sind.

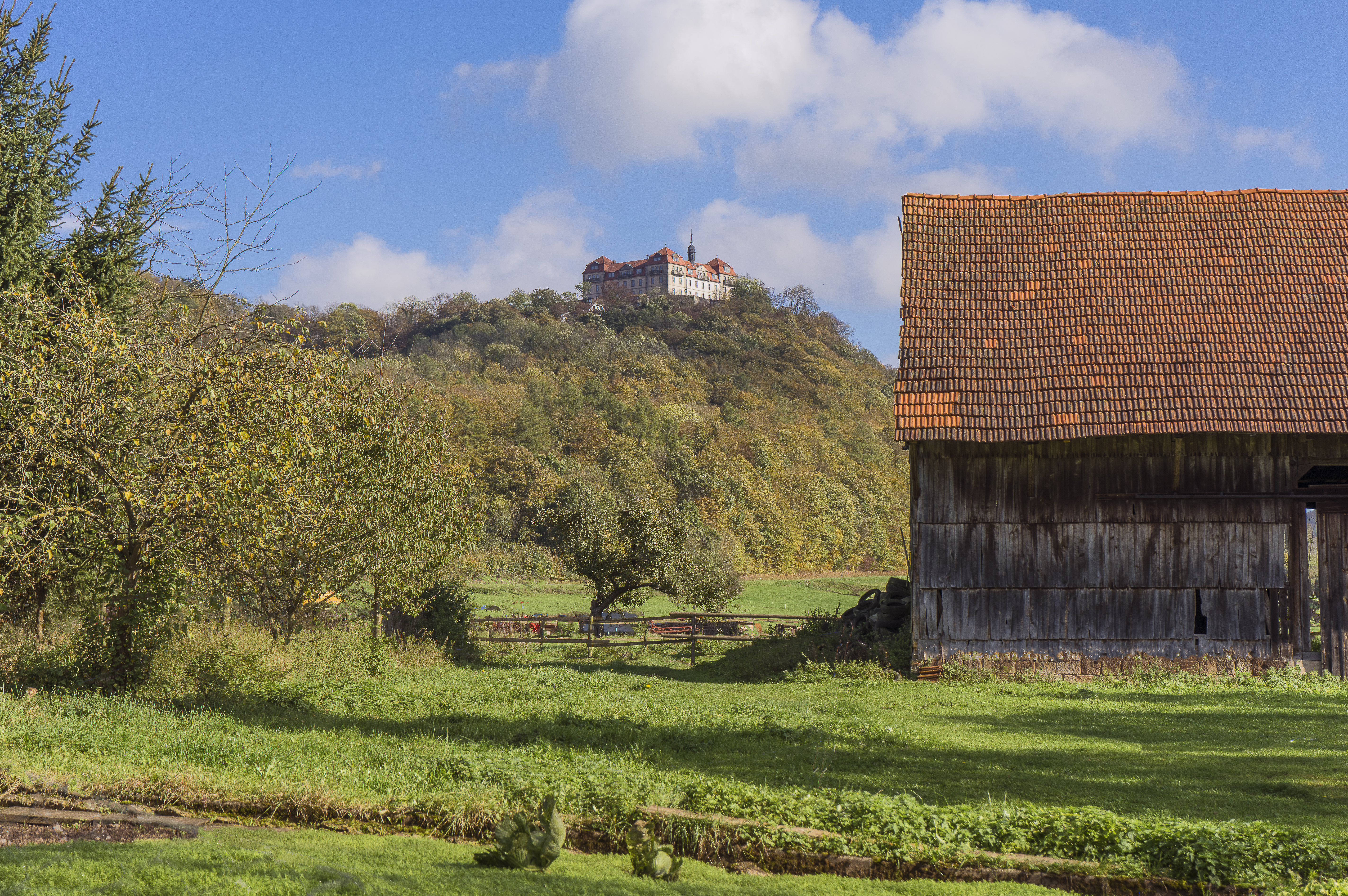
Schloss Bieberstein von Langenbieber aus gesehen